# Пылковское муниципальное образование
Пылковское муниципальное образование — упразднённое сельское поселение в Балаковском районе Саратовской области Российской Федерации.
Административный центр — село Пылковка.

## История
Статус и границы сельского поселения были установлены Законом Саратовской области от 27 декабря 2004 года № 103-ЗСО «О муниципальных образованиях, входящих в состав Балаковского муниципального района».
Законом Саратовской области от 28 апреля 2015 года № 41-ЗСО, Быково-Отрогское, Еланское, Комсомольское, Кормёжское, Красноярское, Маянгское, Наумовское, Новоелюзанское, Новополеводинское, Пылковское и Сухо-Отрогское муниципальные образования преобразованы, путём объединения, во вновь образованное «Быково-Отрогское муниципальное образование Балаковского муниципального района Саратовской области» с административным центром в селе Быков Отрог.

## Население
| 2010 | 2011  | 2012  | 2013  | 2014  | 2015  |
| ---- | ----- | ----- | ----- | ----- | ----- |
| 1310 | →1310 | ↘1301 | ↘1264 | ↘1238 | ↘1233 |

## Состав сельского поселения
| № | Населённый пункт | Тип населённого пункта       | Население |
| - | ---------------- | ---------------------------- | --------- |
| 1 | Малая Быковка    | село                         | ↗794      |
| 2 | Малый Кушум      | село                         | ↘142      |
| 3 | Пылковка         | село, административный центр | ↘374      |